# Ruse
Ruse (bułg. Русе; tur. Rusçuk; łac. Sexaginta Prista) – miasto w Bułgarii, nad Dunajem, piąte pod względem liczby mieszkańców w kraju. Stolica obwodu Ruse i gminy Ruse. Według danych szacunkowych Ujednoliconego Systemu Ewidencji Ludności oraz Usług Administracyjnych dla Ludności, 15 września 2023 roku miejscowość liczyła 141 474 mieszkańców.
Największy bułgarski port rzeczny na Dunaju, przez który przechodzi znaczna część bułgarskiego eksportu. Jest to także ważny węzeł komunikacyjny, ponieważ poprzez Most Przyjaźni możliwe są połączenia kołowe i kolejowe z Rumunią. Rozwinięty przemysł środków transportu (budowa statków, taboru kolejowego), maszynowy (m.in. obrabiarki, maszyny rolnicze), metalowy, spożywczy (m.in. przetwórstwo owoców i warzyw, winiarstwo, przemysł cukrowniczy, tytoniowy, młynarski), włókienniczy (bawełniany i jedwabniczy), chemiczny, rafinacja ropy naftowej; poza tym przemysł skórzano-obuwniczy, drzewny, gumowy. Ruch lotniczy obsługuje port lotniczy Ruse.
Miasto jest znane ze swojej XIX i XX-wiecznej architektury.

## Historia
Początki miasta sięgają czasów rzymskich. Prawdopodobnie już za czasów imperatora Wespazjana (69–79 r. n.e.) powstały umocnienia i port Seksaginta Prista (co może oznaczać miasto 60 statków). W końcu VI w. Słowianie i Awarowie zniszczyli twierdzę. Od IX w. w tym miejscu najpierw powstała średniowieczna osada bułgarska Ruse, a potem twierdza. Po chrystianizacji Bułgarii miasto dostało nazwę Giurgevgrad i rozwijało się dobrze ze względu na obecność portu.
Od XVI w. (od czasów niewoli tureckiej) miasto zmieniło nazwę na Rusczuk – miało tu siedzibę dowództwo tureckiej floty dunajskiej. Od XIX w., ze względu na swoje położenie nad Dunajem i bliskość Bukaresztu, do miasta szybko przenikała nowoczesna cywilizacja. Tu powstała pierwsza w Bułgarii linia i stacja kolejowa, a także nowoczesna drukarnia. Jako jedno z głównych miast Imperium osmańskiego Ruse przyciągało wiele postaci bułgarskiego odrodzenia.

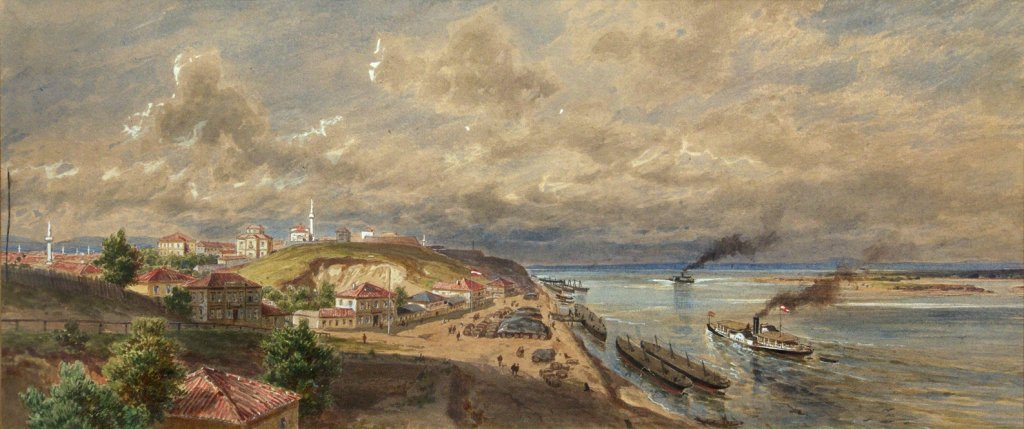
Ruse na XIX-wiecznym obrazie

Powstał ruseński komitet rewolucyjny, który w 1874 r. stał się centralnym komitetem krajowym. Działalność miała na celu wyzwolenie Bułgarii spod zaboru tureckiego – stało się to w lutym 1878 r., kiedy rosyjskie wojska pod dowództwem gen. Totlebena wkroczyły do miasta. Przed i po wyzwoleniu powstało wiele fabryk (stocznia, garbarnia, browar i inne). W 1890 r. było już 14 fabryk, a w 1907 r. powstała największa w Bułgarii fabryka produkująca maszyny. W okresie międzywojennym miasto dotknął ogólnoświatowy kryzys gospodarczy – wiele firm i banków upadło lub wycofało się.

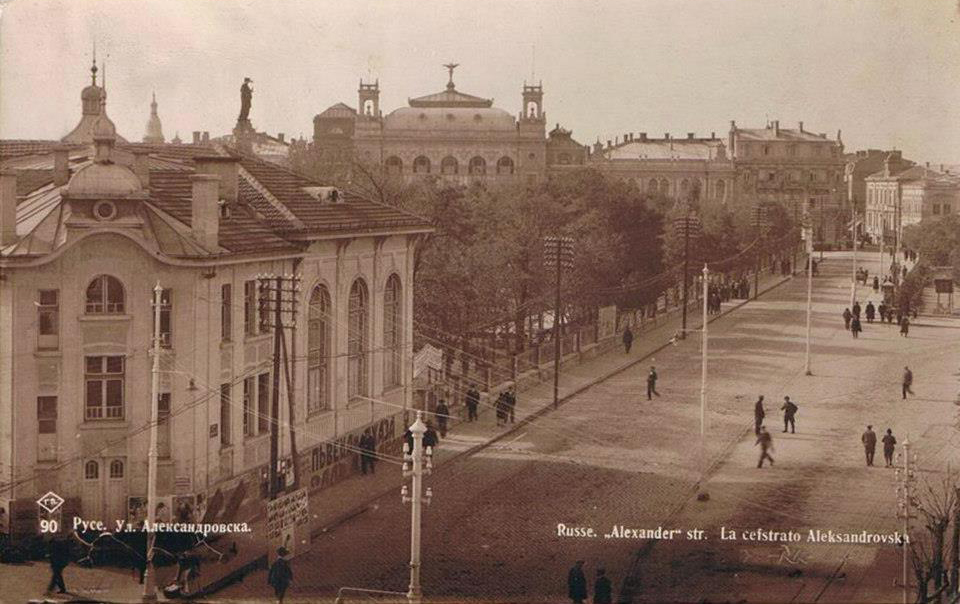
Ruse w 1920

Po II wojnie światowej Bułgarii został narzucony sowiecki model ekonomiczny – rozpoczęła się nacjonalizacja i industrializacja. W ciągu kilku dziesięcioleci miasto stało się jednym z większych ośrodków przemysłowych w kraju. W 1954 r. został wybudowany most na Dunaju łączący Bułgarię i Giurgiu w Rumunii (Most Przyjaźni), a potem 2 stacje kolejowe, lotnisko. W 1949 powstała opera, w 1959 filharmonia. Miasto gości na stałe wiele międzynarodowych festiwali muzycznych. Od 1946 istnieje wyższa uczelnia – obecnie Ruseński Uniwersytet. W 1976 wybudowano najwyższą na Bałkanach wieżę telewizyjną (201 m).
W Ruse urodził się laureat literackiej nagrody Nobla Elias Canetti (1905–1994).
1 stycznia 2007 w Ruse uroczyście zniesiono granicę między Bułgarią i Rumunią, w związku z wejściem obu krajów do UE.

## Zabytki
Wybrane zabytki:
- Pomnik Wolności(inne języki)

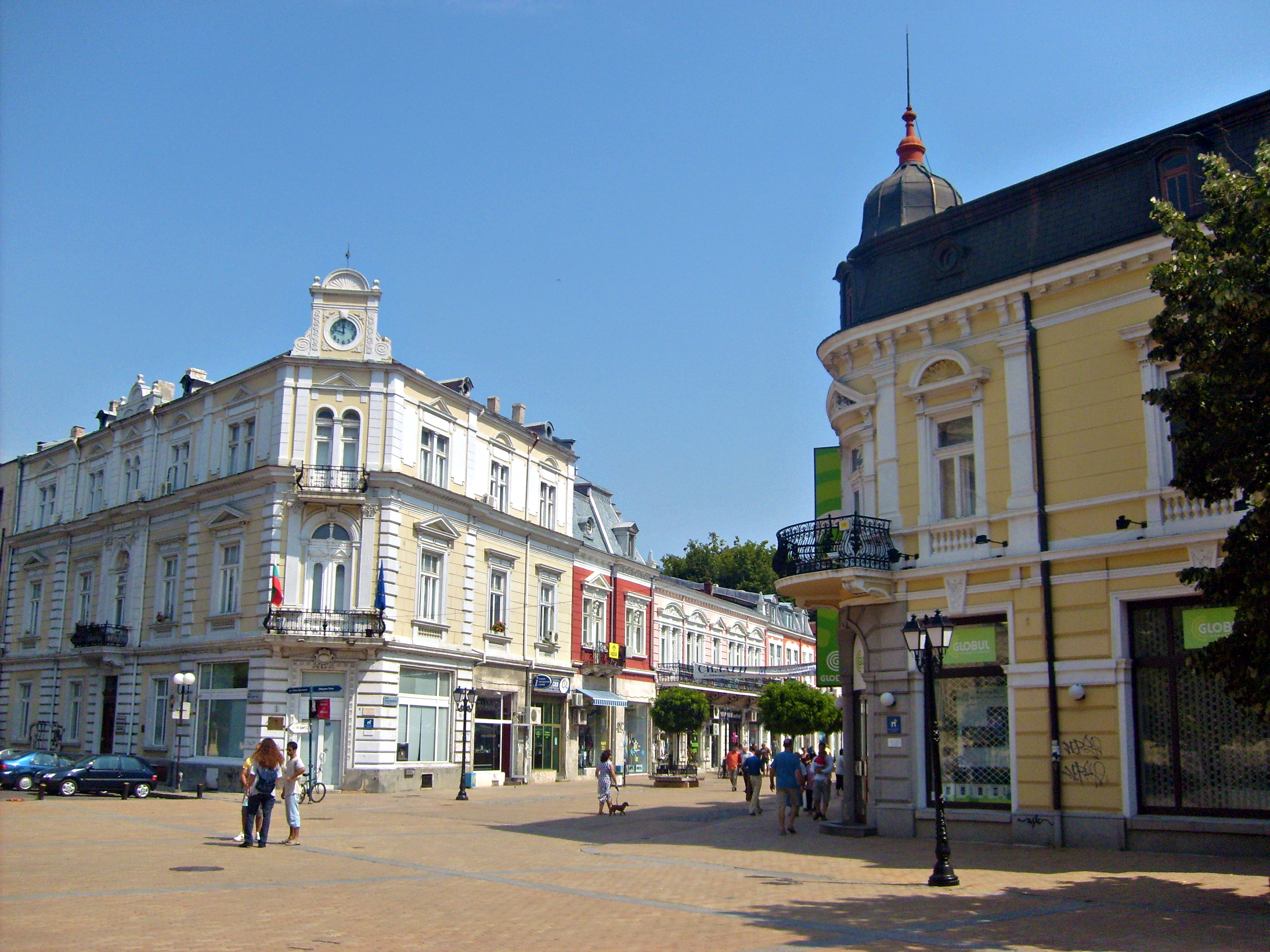
Centrum miasta, wypełnione historycznymi kamienicami

- Monaster Basarbowski(inne języki) – klasztor prawosławny wykuty w skale
- Sobór Trójcy Świętej
- Regionalne Muzeum Historyczne(inne języki)
- Kunt Kapu(inne języki) – brama będąca jedyną pozostałością dawnej twierdzy
- Biblioteka Regionalna, im. Lubena Karawełowa
- Cerkiew św. Jerzego(inne języki)
- Katedra św. Pawła od Krzyża
- Opera
- Stara szkoła muzyczna
- Pałac Sprawiedliwości
- muzeum im. Baby Tonki z ekspozycją poświęconą bułgarskiemu ruchowi powstańczemu w XIX w.[2]

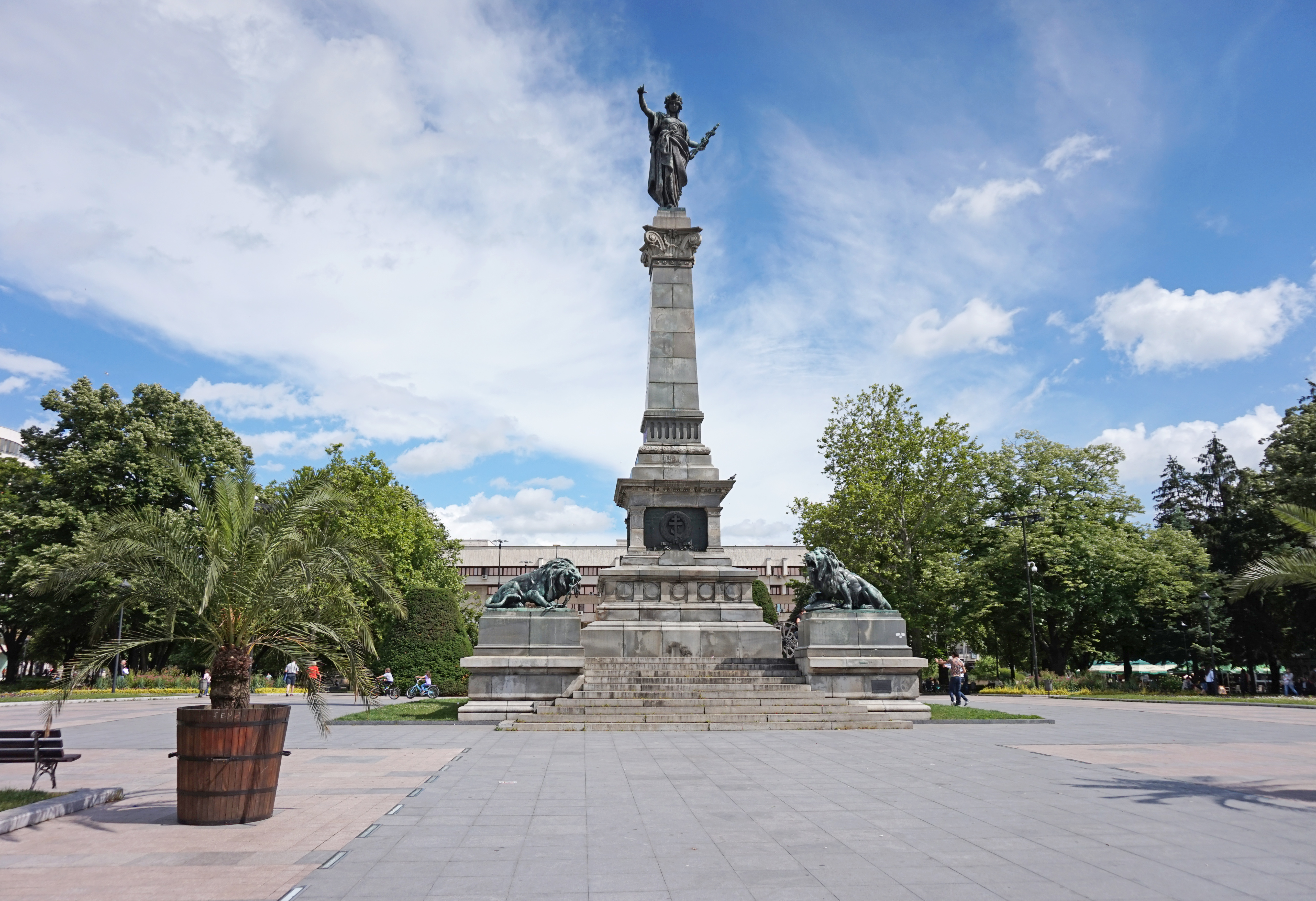
Pomnik Wolności
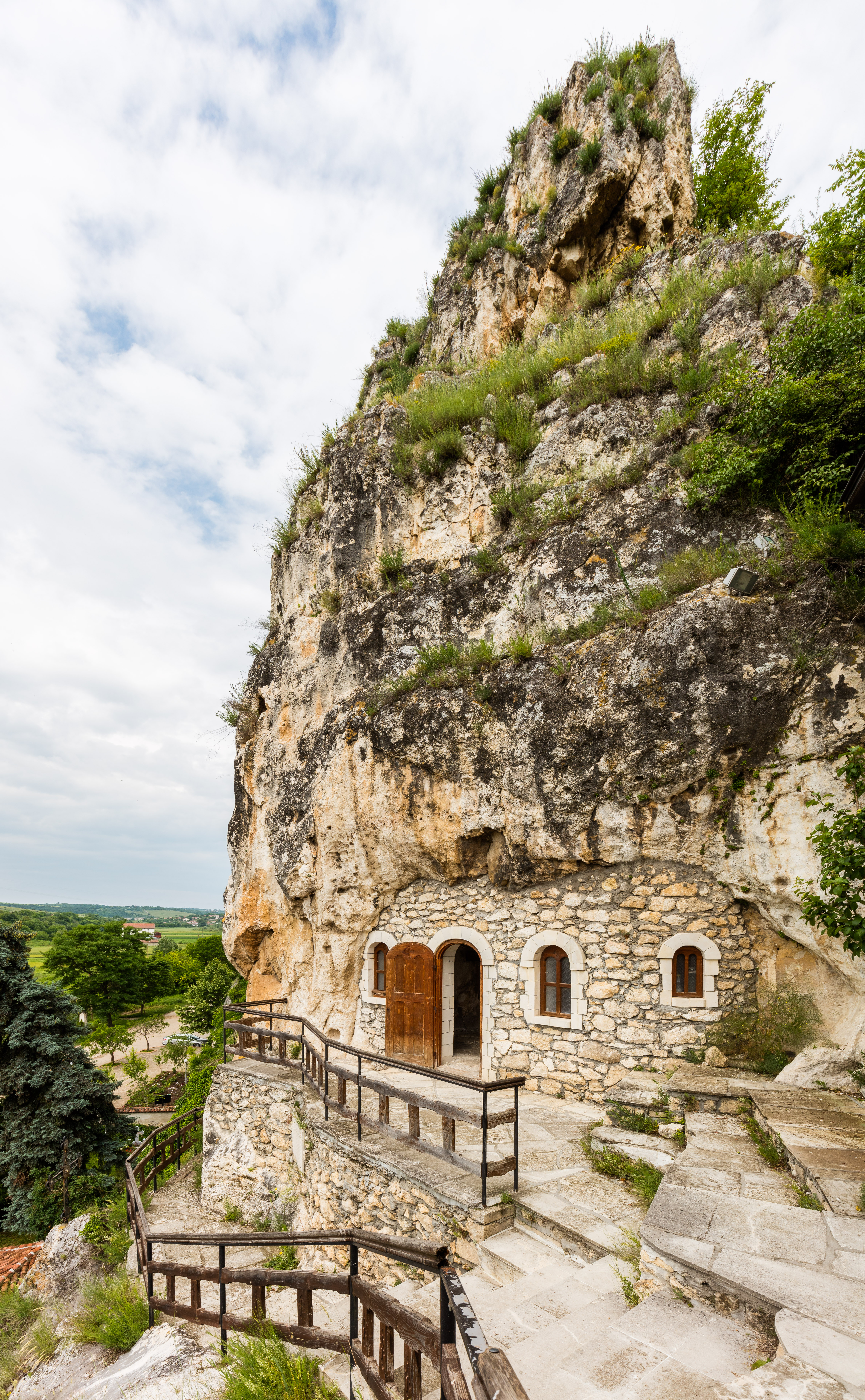
Monastyr Basarbowski
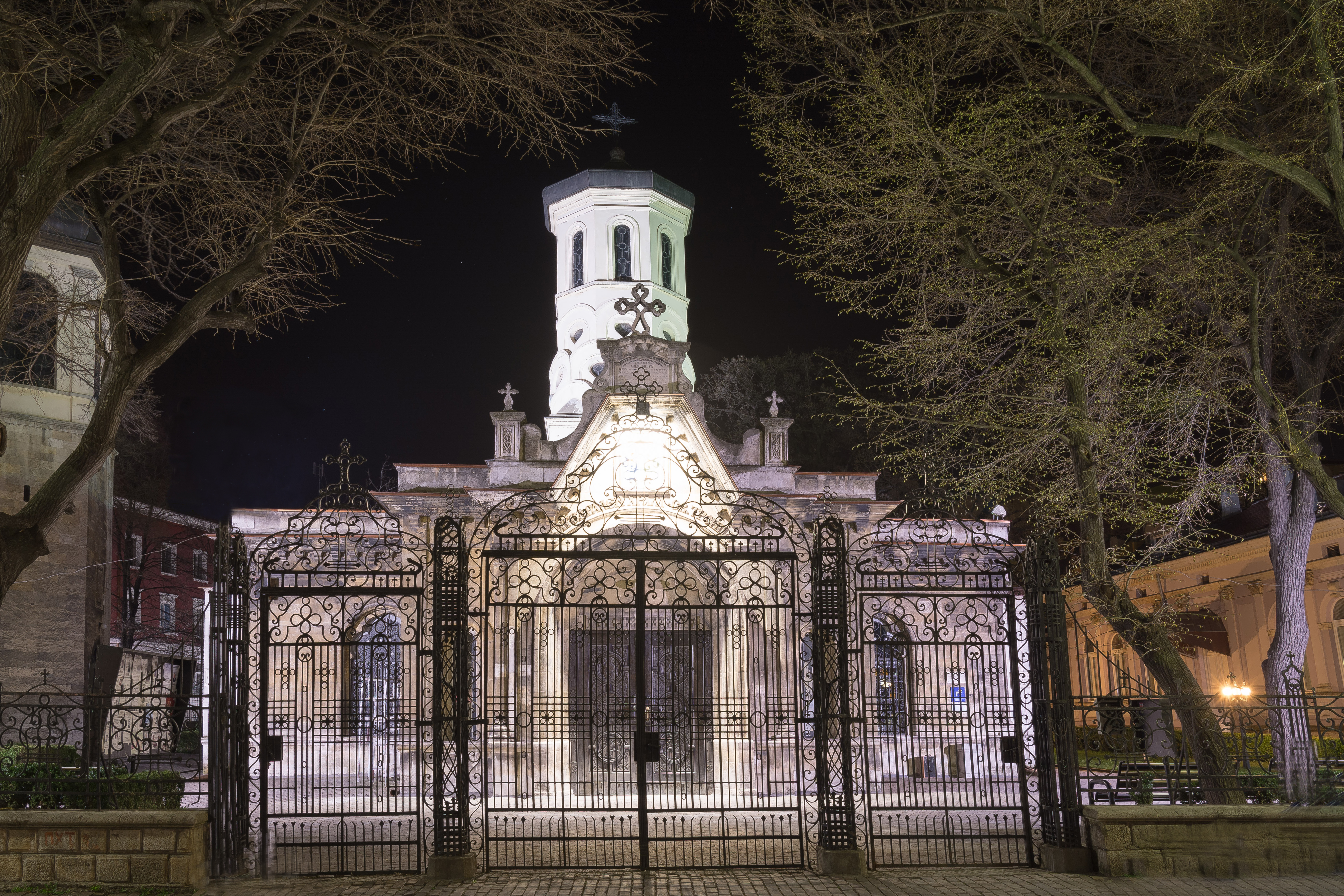
Sobór Trójcy Świętej
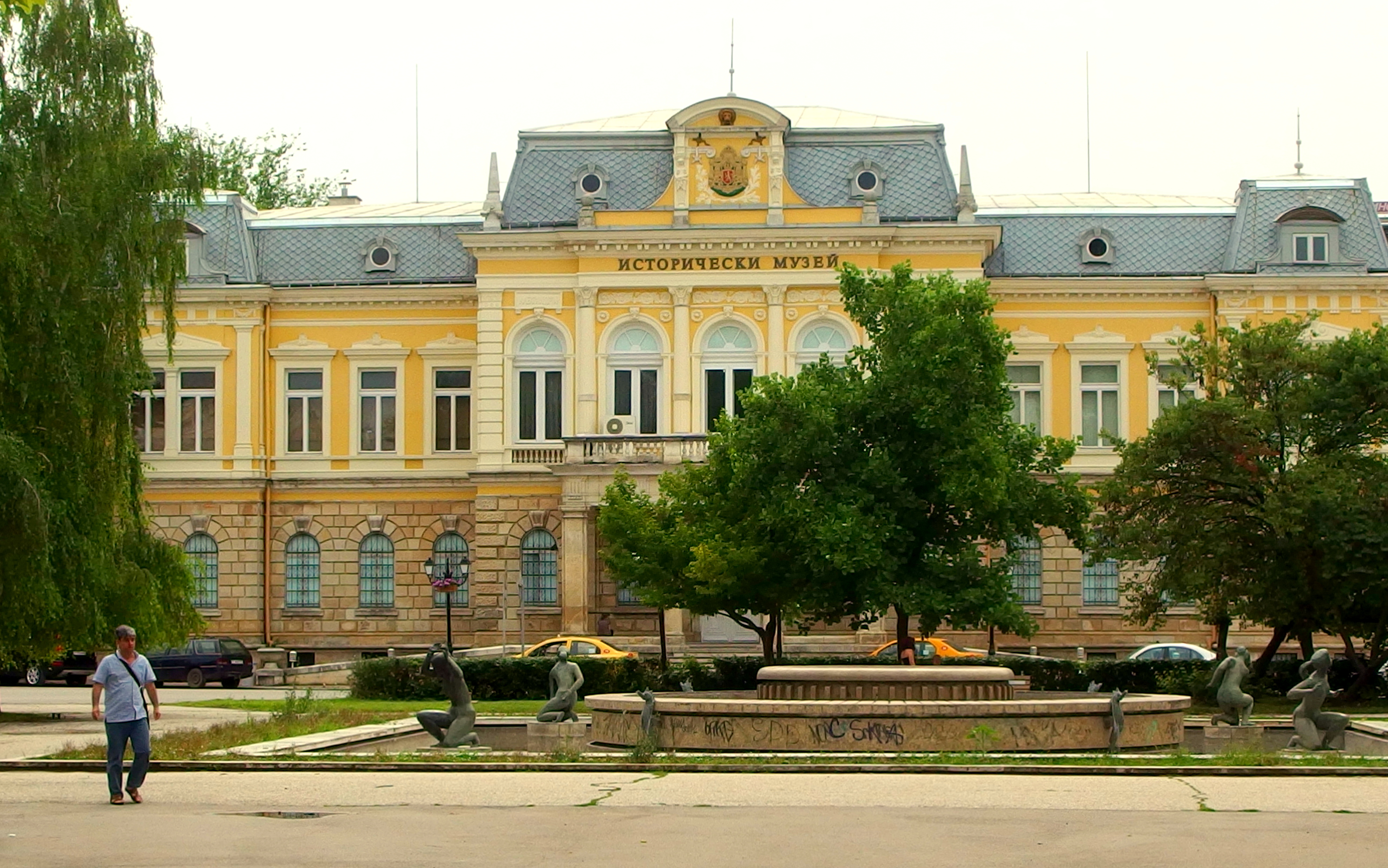
Regionalne Muzeum Historyczne
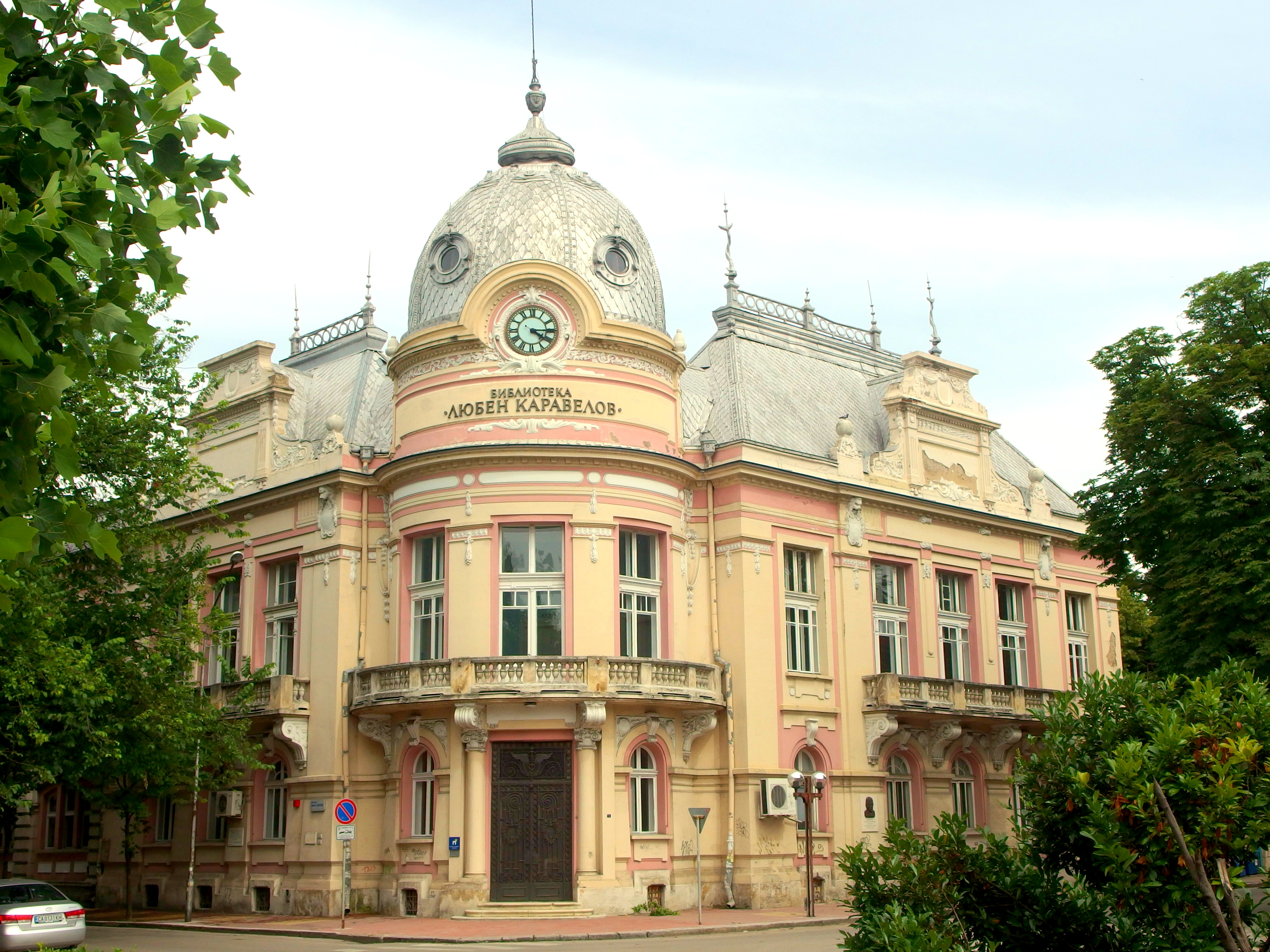
Biblioteka Regionalna
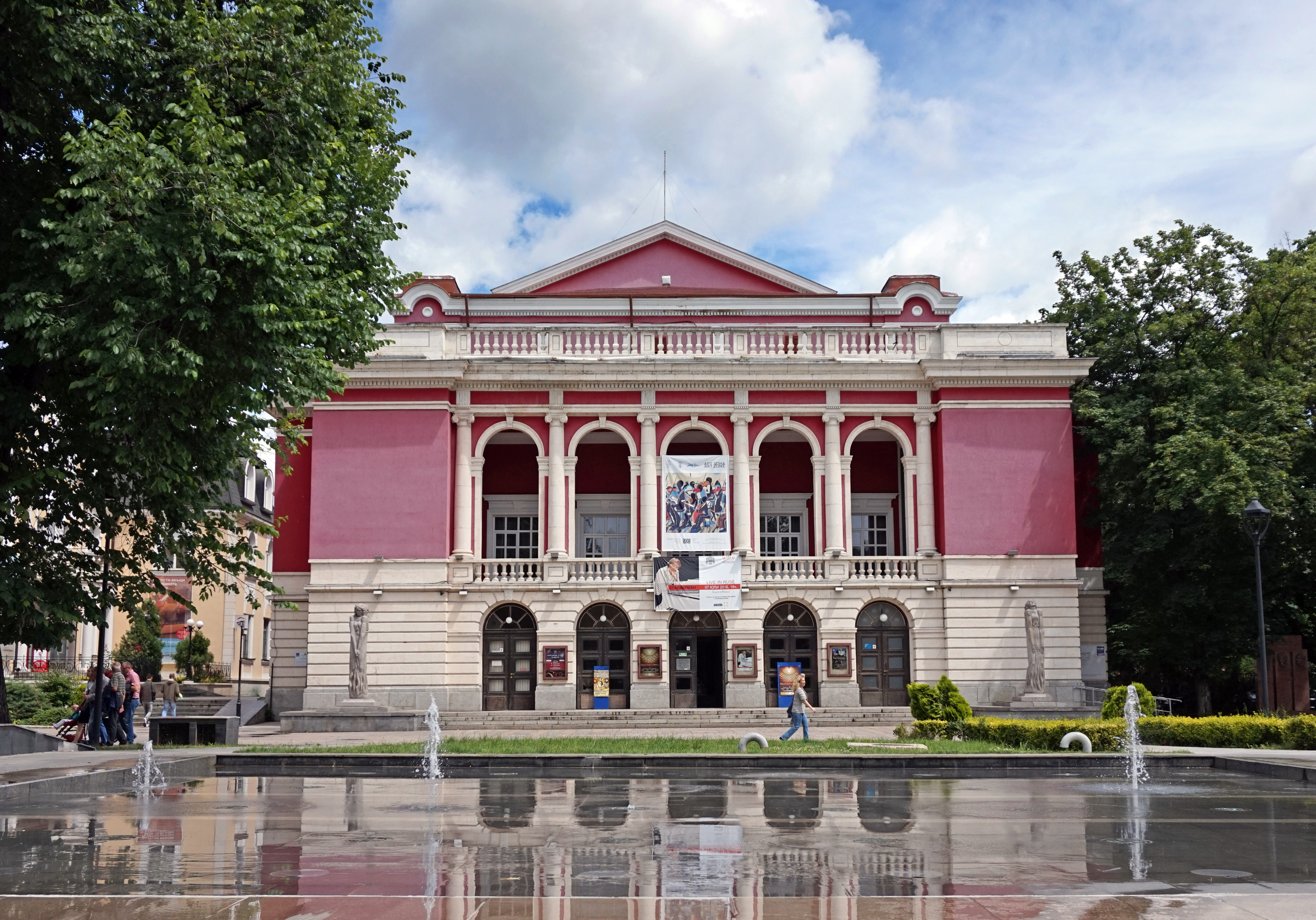
Opera

## Sport

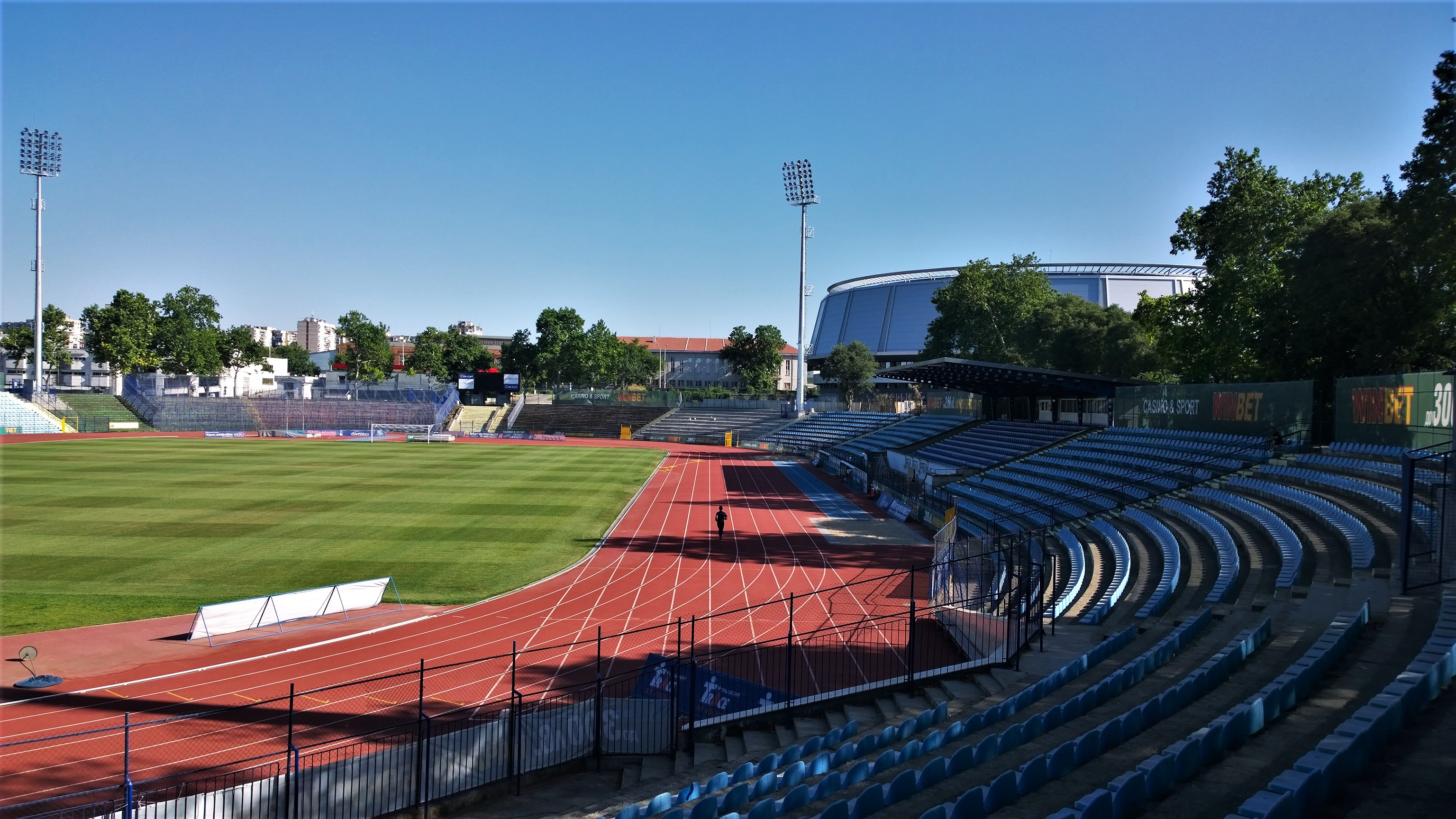
Stadion Miejski

W mieście ma siedzibę klub piłkarski Dunaw Ruse.

## Miasta partnerskie
- Bratysława
- Giurgiu
- Huainan
- Peristeri
- Saint-Ouen
- Wołgograd